# Synergy Baku Cycling Project
L'equip Synergy Baku Cycling Project (codi UCI: BCP) és un equip ciclista azerbaidjanès de categoria continental. Creat el 2013, competeix principalment als circuits continentals de ciclisme.

## Principals victòries
- Volta a la Xina: Kiril Pozdniakov (2013)
- Omloop der Kempen: Luke Davison (2014)
- Poreč Trophy: Maksym Averin (2014), Matej Mugerli (2016)
- Istrian Spring Trophy: Markus Eibegger (2015)
- Tour de Croàcia: Matija Kvasina (2016)
- Volta a Sèrbia: Matej Mugerli (2016)
- Tour de Szeklerland: Kiril Pozdniakov (2016)
- Tour de l'Azerbaidjan: Kiril Pozdniakov (2017)

### Grans Voltes
- Tour de França
  - 0 participacions

- Giro d'Itàlia
  - 0 participacions

- Volta a Espanya
  - 0 participacions

## Composició de l'equip
| \| Llista de l'equip 2016 \| Llista de l'equip 2016 \| Llista de l'equip 2016 \| Llista de l'equip 2016 \| \| Ciclista \| Data de naixement \| Equip previ \| \| \| --------------------------------------- \| ---------------------- \| -------------------------------- \| ---------------------- \| \| Elgün Alizada \| 20 de abril de 1996 \| \| \| \| Elçin Əsədov \| 12 de febrer de 1987 \| Specialized Concept Store (2012) \| \| \| Enver Asanov \| 25 de octubre de 1994 \| \| \| \| Maksim Averin \| 28 de novembre de 1985 \| Atlas Personal-Jakroo (2013) \| \| \| Kanan Gahramanli \| 9 de juliol de 1997 \| \| \| \| Ismail Iliasov \| 2 de agost de 1994 \| \| \| \| Samir Jabrayilov \| 7 de setembre de 1994 \| \| \| \| Matija Kvasina \| 4 de desembre de 1981 \| Felbermayr Simplon Wels (2015) \| \| \| Tarlan Mammadov \| 6 de abril de 1997 \| \| \| \| Matej Mugerli \| 17 de juny de 1981 \| Liquigas (2008) \| \| \| Kiril Pozdniakov \| 20 de gener de 1989 \| RusVelo (2015) \| \| \| Josip Rumac \| 26 de octubre de 1994 \| Adria Mobil (2015) \| \| \| Oleksandr Surutkovitx \| 8 de gener de 1984 \| \| \| \| Ioannis Tamuridis \| 3 de juny de 1980 \| SP Tableware (2014) \| \| \| \| \| \| \| \| Fonts: ProCyclingStats Cycling Archives \| \| \| \| |                        |                                  |  |
| Llista de l'equip 2016 |                        |                                  |  |
| Ciclista | Data de naixement      | Equip previ                      |  |
| Elgün Alizada | 20 de abril de 1996    |                                  |  |
| Elçin Əsədov | 12 de febrer de 1987   | Specialized Concept Store (2012) |  |
| Enver Asanov | 25 de octubre de 1994  |                                  |  |
| Maksim Averin | 28 de novembre de 1985 | Atlas Personal-Jakroo (2013)     |  |
| Kanan Gahramanli | 9 de juliol de 1997    |                                  |  |
| Ismail Iliasov | 2 de agost de 1994     |                                  |  |
| Samir Jabrayilov | 7 de setembre de 1994  |                                  |  |
| Matija Kvasina | 4 de desembre de 1981  | Felbermayr Simplon Wels (2015)   |  |
| Tarlan Mammadov | 6 de abril de 1997     |                                  |  |
| Matej Mugerli | 17 de juny de 1981     | Liquigas (2008)                  |  |
| Kiril Pozdniakov | 20 de gener de 1989    | RusVelo (2015)                   |  |
| Josip Rumac | 26 de octubre de 1994  | Adria Mobil (2015)               |  |
| Oleksandr Surutkovitx | 8 de gener de 1984     |                                  |  |
| Ioannis Tamuridis | 3 de juny de 1980      | SP Tableware (2014)              |  |
| |                        |                                  |  |
| Fonts: ProCyclingStats Cycling Archives |                        |                                  |  |

| \| Llista de l'equip 2017 \| Llista de l'equip 2017 \| Llista de l'equip 2017 \| Llista de l'equip 2017 \| \| Ciclista \| Data de naixement \| Equip previ \| \| \| --------------------------------------- \| ---------------------- \| -------------------------------- \| ---------------------- \| \| Elgün Alizada \| 20 de abril de 1996 \| \| \| \| Elçin Əsədov \| 12 de febrer de 1987 \| Specialized Concept Store (2012) \| \| \| Enver Asanov \| 25 de octubre de 1994 \| \| \| \| Maksim Averin \| 28 de novembre de 1985 \| Atlas Personal-Jakroo (2013) \| \| \| Kanan Gahramanli \| 9 de juliol de 1997 \| \| \| \| Ismail Iliasov \| 2 de agost de 1994 \| \| \| \| Samir Jabrayilov \| 7 de setembre de 1994 \| \| \| \| Tarlan Mammadov \| 6 de abril de 1997 \| \| \| \| Musa Mikayilzade \| 16 de juny de 1998 \| \| \| \| Kiril Pozdniakov \| 20 de gener de 1989 \| RusVelo (2015) \| \| \| Josip Rumac \| 26 de octubre de 1994 \| Adria Mobil (2015) \| \| \| \| \| \| \| \| Fonts: ProCyclingStats Cycling Archives \| \| \| \| |                        |                                  |  |
| Llista de l'equip 2017 |                        |                                  |  |
| Ciclista | Data de naixement      | Equip previ                      |  |
| Elgün Alizada | 20 de abril de 1996    |                                  |  |
| Elçin Əsədov | 12 de febrer de 1987   | Specialized Concept Store (2012) |  |
| Enver Asanov | 25 de octubre de 1994  |                                  |  |
| Maksim Averin | 28 de novembre de 1985 | Atlas Personal-Jakroo (2013)     |  |
| Kanan Gahramanli | 9 de juliol de 1997    |                                  |  |
| Ismail Iliasov | 2 de agost de 1994     |                                  |  |
| Samir Jabrayilov | 7 de setembre de 1994  |                                  |  |
| Tarlan Mammadov | 6 de abril de 1997     |                                  |  |
| Musa Mikayilzade | 16 de juny de 1998     |                                  |  |
| Kiril Pozdniakov | 20 de gener de 1989    | RusVelo (2015)                   |  |
| Josip Rumac | 26 de octubre de 1994  | Adria Mobil (2015)               |  |
| |                        |                                  |  |
| Fonts: ProCyclingStats Cycling Archives |                        |                                  |  |

## Classificacions UCI

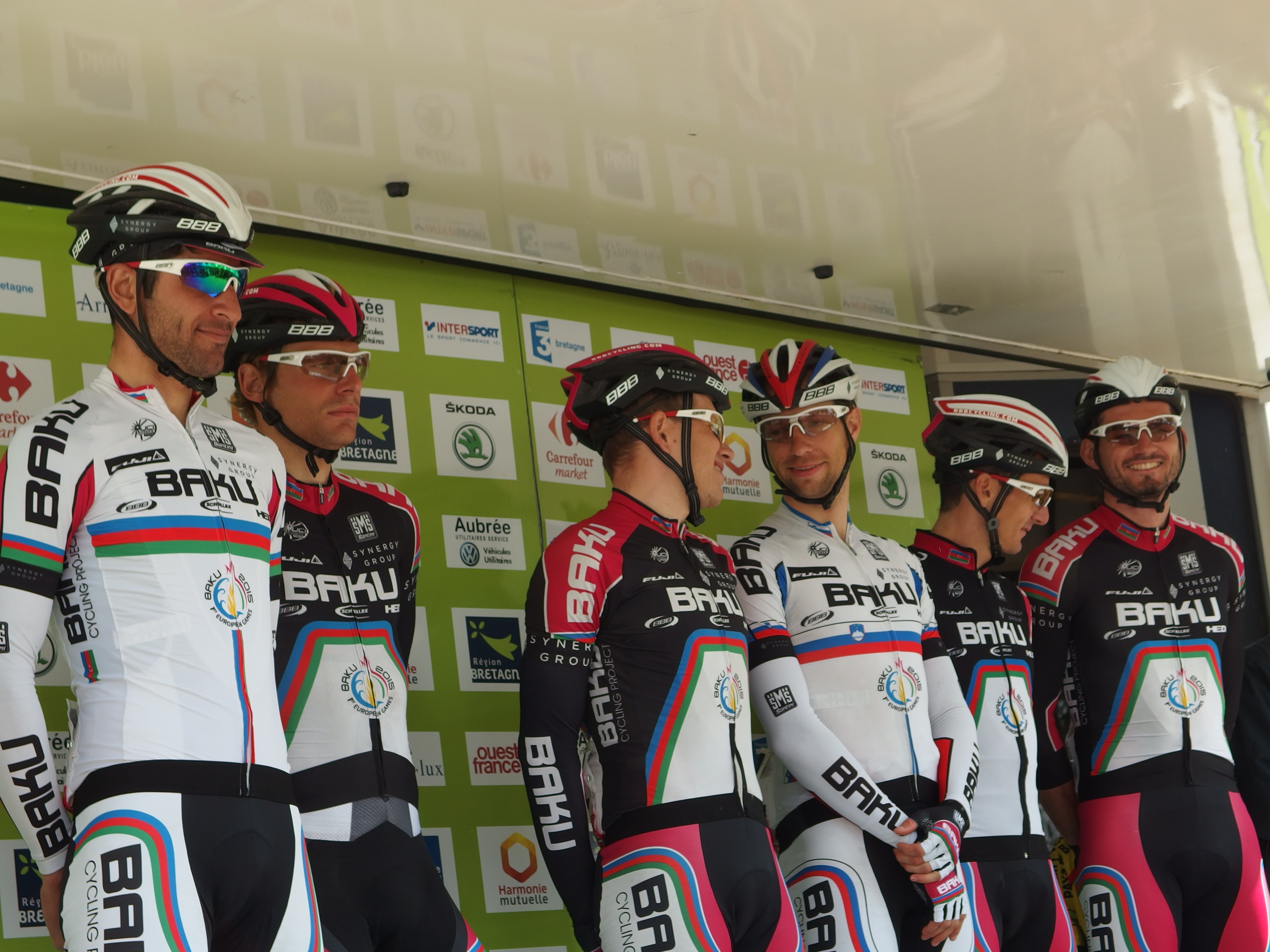
L'equip al 2015

L'equip participa en les proves dels circuits continentals i principalment en les curses del calendari de l'UCI Europa Tour i l'UCI Àsia Tour.
UCI Àfrica Tour
| Temporada | Classificació per equips | Millor ciclista en la classificació individual |
| --------- | ------------------------ | ---------------------------------------------- |
| 2014      | 23è                      | Jan Sokol (176è)                               |
| 2017      | 17è                      | Kiril Pozdniakov (56è)                         |

UCI Amèrica Tour
| Temporada | Classificació per equips | Millor ciclista en la classificació individual |
| --------- | ------------------------ | ---------------------------------------------- |
| 2016      | 47è                      | Ioánnis Tamourídis (442è)                      |

UCI Àsia Tour
| Temporada | Classificació per equips | Millor ciclista en la classificació individual |
| --------- | ------------------------ | ---------------------------------------------- |
| 2013      | 4t                       | Kiril Pozdniakov (8è)                          |
| 2014      | 25è                      | Maksim Averin (114è)                           |
| 2015      | 29è                      | Matej Mugerli (90è)                            |
| 2016      | 26è                      | Matej Mugerli (34è)                            |
| 2017      | 71è                      | Elchin Asadov (205è)                           |

UCI Europa Tour
| Temporada | Classificació per equips | Millor ciclista en la classificació individual |
| --------- | ------------------------ | ---------------------------------------------- |
| 2013      | 45è                      | Rico Rogers (225è)                             |
| 2014      | 43è                      | Maksim Averin (276è)                           |
| 2015      | 23è                      | Maksim Averin (70è)                            |
| 2016      | 20è                      | Matija Kvasina (118è)                          |
| 2017      | 34è                      | Kiril Pozdniakov (139è)                        |

UCI Oceania Tour
| Temporada | Classificació per equips | Millor ciclista en la classificació individual |
| --------- | ------------------------ | ---------------------------------------------- |
| 2014      | 9è                       | Daniel Klemme (32è)                            |